# Binde
Binde è una frazione della città tedesca di Arendsee (Altmark), nella Sassonia-Anhalt.

Comprende la località di Ritzleben.

## Storia
Binde costituì un comune autonomo fino al 1º gennaio 2010.